# سرای‌کوی
سرای‌کوی (به ترکی استانبولی: Sarayköy) شهری است در کشور ترکیه که در استان دنیزلی واقع شده‌است. جمعیت این شهر بر اساس سرشماری سال ۲۰۰۸ میلادی ۱۸٬۶۵۵ نفر و بر اساس برآوردهای سال ۲۰۰۹ میلادی ۱۸٬۹۴۰ نفر می‌باشد.